# Ischnocolus hancocki
Ischnocolus hancocki é uma espécie de aranha pertencente à família Theraphosidae (tarântulas).